# Symphyosepalum
Symphyosepalum é um género botânico pertencente à família das orquídeas (Orchidaceae).

## Espécie
- Symphyosepalum gymnadenioides Hand.-Mazz.